# St. Peter-templom
A St. Peter-templom (angolul: St. Peter’s Church) anglikán templom a walesi Dixtonban, a Wye folyó partján, nagyjából egy mérföldnyire a Monmouth központjától északkeleti irányban. 152. június 27 óta II*. kategóriás brit műemlék (British Listed Building).

## Története
A Book of Llandaff szerint ezen a helyen már 735 körül létezett egy templom, vagy kolostor. Későbbi oklevelek szerint halászati joga volt a Wye folyón. Abban az időben a walesi szentnek Tydiwg (más néven Tadeocus) volt szentelve. Az egyházközség walesi neve Llandydiwg volt. A Dixton elnevezés szintén a szent nevéből eredeztethető.
A fehérre vakolt templom egyhajós, jól elhatárolható szentéllyel, sekrestyével. Nyugati részén emelkedik tornya. Két bejárata van, egy-egy az északi és a déli oldalon. Az épület legrégebbi részei, többek között a halszálka vagy búzakalász alakban rakott falazat (opus spicatum) és a hajó északi fala, valószínűleg angolszász eredetű vagy más vélemények szerint 12. századi. A hajót a 13. században hosszabbították meg, valószínűleg a torony és szentély építésével egyidőben. A délnyugati sarok kis ablaka a 14. századból származik. Egy 1397-ből származó leírás szerint a templom „elviselhetetlenül sötét” volt. A szentély vakolatlan régi vöröshomokkő falai szintén a 14. századból származnak. Mindkét oldalán egy-egy szentélyablak található valamint egy ajtó, külső oldalán egy kőpaddal. A templomban egy 1711-ből származó fatáblára festett királyi címer található.
Az északi előcsarnokot és a sekrestyét 1824-ben építették hozzá. A templomot teljes egészében 1861 és 1862 között újították fel. A templomot öt festett ablak világítja meg. Az 1862-ben készült déli ablakot (Jézus feltámasztja Jairus lányát és meggyógyítja a naini özvegy fiát) John Pollard Seddon tervezte, aki egyébként John Pricharddal karöltve újította fel a templomot. A mellette levő ablak (témája a hegyi beszéd) 1871-ből származik és a Ward and Hughes műve. A keleti fal utolsó nagy ablaka 1954-ben készült el, témája Szent Tadioc és Szent Mária Magdolna Isten bárányának imádása.
A templom túl alacsonyan fekszik a Wye völgyében így a téli áradások többször is elöntötték. A szentély előtt egy sárgaréz táblára vésték fel a jelentősebb árvizeket. A hajó végébe egy karzatot építettek, hogy a romlandó tárgyakat megóvják az árvizektől. A karzatot tölgyfa rekesztő díszíti. A templomhoz egy papilak is tartozott, amelyet Dixton Cottage néven ismertek.

## Az egyházközség
A templom a herefordi egyházmegyéhez tartozik, azaz a Church of England-hez annak ellenére, hogy a walesi Monmouthban fekszik. A várossal együtt 1844-ben a llandaffi egyházmegyéhez csatolták 1844-ben. 1920-ban, amikor felszámolták az egyházmegyét, a gyülekezet egyhangúlag amellett szavazott, hogy nem csatlakoznak a Church in Waleshez, hanem megmaradnak az angliai egyház részeként, így az egyházkerület a herefordi egyházmegyéhez került.

## Fordítás
- Ez a szócikk részben vagy egészben  a   St Peter's Church, Dixton című angol Wikipédia-szócikk ezen változatának fordításán alapul.  Az eredeti cikk szerkesztőit annak laptörténete sorolja fel. Ez a jelzés csupán a megfogalmazás eredetét és a szerzői jogokat jelzi, nem szolgál a cikkben szereplő információk forrásmegjelöléseként.